# 克里斯蒂娜·格里戈拉什 (体操运动员)
克里斯蒂娜·埃列娜·格里戈拉什（羅馬尼亞語：Cristina Elena Grigoraş，1966年2月11日—），罗马尼亚女子竞技体操运动员。她曾代表罗马尼亚获得1980年夏季奥运会体操比赛女子团体全能银牌和1984年女子团体全能金牌。